# Bawku

Bawku är en ort i nordöstra Ghana, i närheten av gränserna mot både Burkina Faso och Togo. Den är huvudort för distriktet Bawku, och folkmängden uppgick till 60 755 invånare vid folkräkningen 2010.